# Llista d'illes d'Itàlia

Illes d'Itàlia.

A continuació una llista de les principals illes de la República Italiana.
Considerat geogràficament es pot incloure a més: Còrsega (França); Malta i Gozo (Malta); Cres, Lussino, Brioni i Pelagosa (Croàcia). En canvi, les illes Pelàgiques es consideren geogràficament parlant africanes.

## Illes de lamar Tirrena

### Arxipèlag Toscà
- Capraia, 19 km²
- Elba, 223 km²
- Giannutri
- Giglio, 21 km²
- Gorgona
- Montecristo
- Pianosa

### Arxipèlag Napolità
- Capri, 10 km²
- Ischia, 46 km²
- Nisida
- Procida
- Vivara

### Illes Pontines
- Gavi
- Palmarola
- Illa de Ponça
- Santo Stefano
- Ventotene
- Zannone

### Sardenya
- Sardenya, 23.812 km²

- Asinara, 50 km²
- Arxipèlag de la Maddalena:
  - Budelli
  - Caprera, 15 km²
  - La Maddalena, 20 km²
  - Razzoli
  - Santa Maria
  - Spargi
- Molara
- Sant'Antioco, 108 km²
- San Pietro, 51 km²
- Tavolara

## Illes de lamar Jònica

### Illes Pelàgiques
- Lampedusa, 20 km²
- Lampione
- Linosa

### Sicília
- Sicília, 25.426 km²

- Illes Ègades:
  - Favignana, 19 km²
  - Levanzo
  - Marettimo, 12 km²
- Illes Lipari o Eòliques:
  - Alicudi
  - Filicudi
  - Lipari, 37 km²
  - Panarea
  - Salina, 26 km²
  - Stromboli, 12 km²
  - Vulcano, 20 km²
- Pantelleria, 82 km²
- Ustica

## Illes de lamar Adriàtica

### Llacuna deMarano
- San Andrea

### Illes Tremiti
- Caprara
- Cretaccio
- La Vecchia
- Pianosa
- San Nicola
- San Domino

### Llacuna deVenècia
- Burano
- Certosa
- Giudecca
- Le Vignole
- Lido
- Mazzorbo
- Murano
- San Erasmo
- San Francesco del Deserto
- San Giacomo in Paludo
- San Lazzaro degli Armeni
- San Michele
- San Servolo
- Torcello